# Joost Schmidt
Joost Schmidt, född 5 januari 1893 i Wunstorf, död 2 december 1948 i Nürnberg, var en tysk typograf och grafisk formgivare, mest känd för sin formgivning av affischen till Bauhaus-utställningen i Weimar 1923.

## Biografi
Joost Schmidt studerade vid Konsthögskolan i Weimar och avlade masterexamen för Max Thedy och fick sitt diplom 1914. Därefter studerade han vid Bauhaus 1919–1925 och utbildade sig i träsnideri. Schmidt blev lärare vid Bauhaus och undervisade i typografi 1925–1932,  och var chef för skulpturverkstaden 1928-1930. Han var därtill chef för avdelningen för reklam, typografi, tryckning och fotografi 1928-1932. Under åren 1929-1930 undervisade han i figurritning. Joost Schmidt var professor vid Hochschule für bildende Künste i Berlin.  
Efter andra världskriget accepterade Schmidt en professur vid University of Fine Arts i Berlin. 1946 ritade han utställningen "Berlin plans / First Report" med en grupp Bauhaus-medlemmar, och utställningar för USA Exhibition Center 1947-48. 1964 visades hans verk postumt på Documenta III i Kassel.

## Galleri

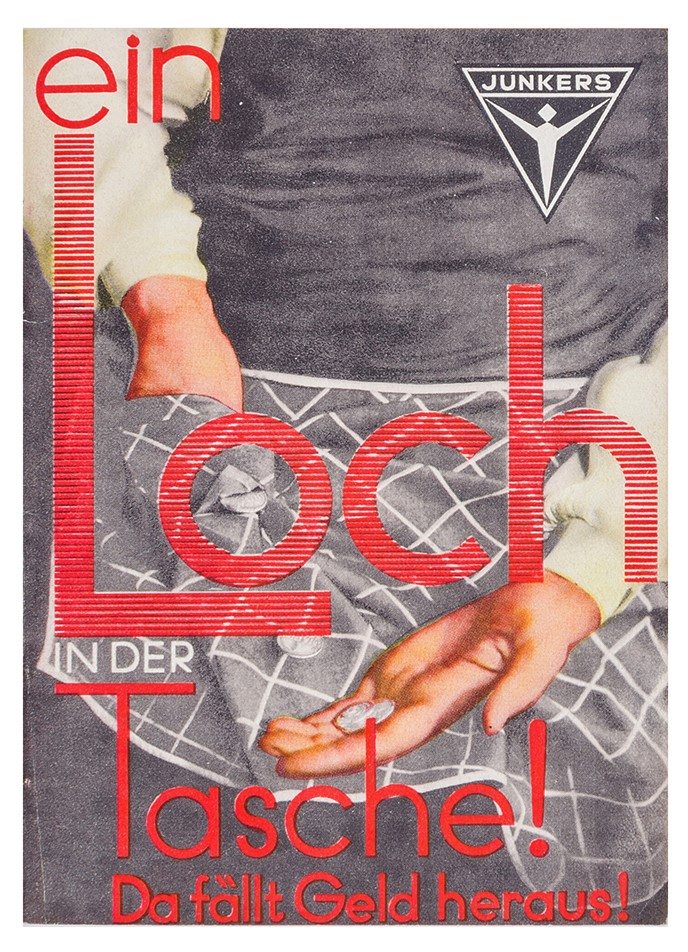
Reklambroschyr för gas- och vattenkaminer från Junkers 1926.
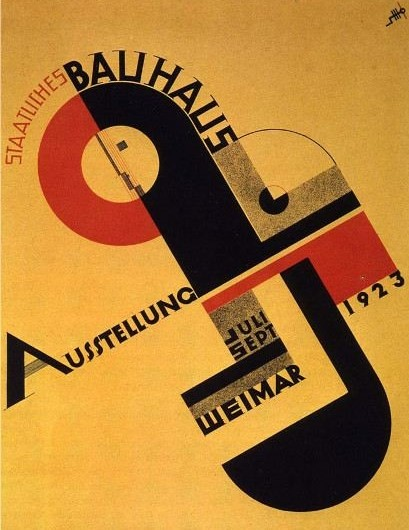
Affisch för Bauhaus-utställningen 1923.
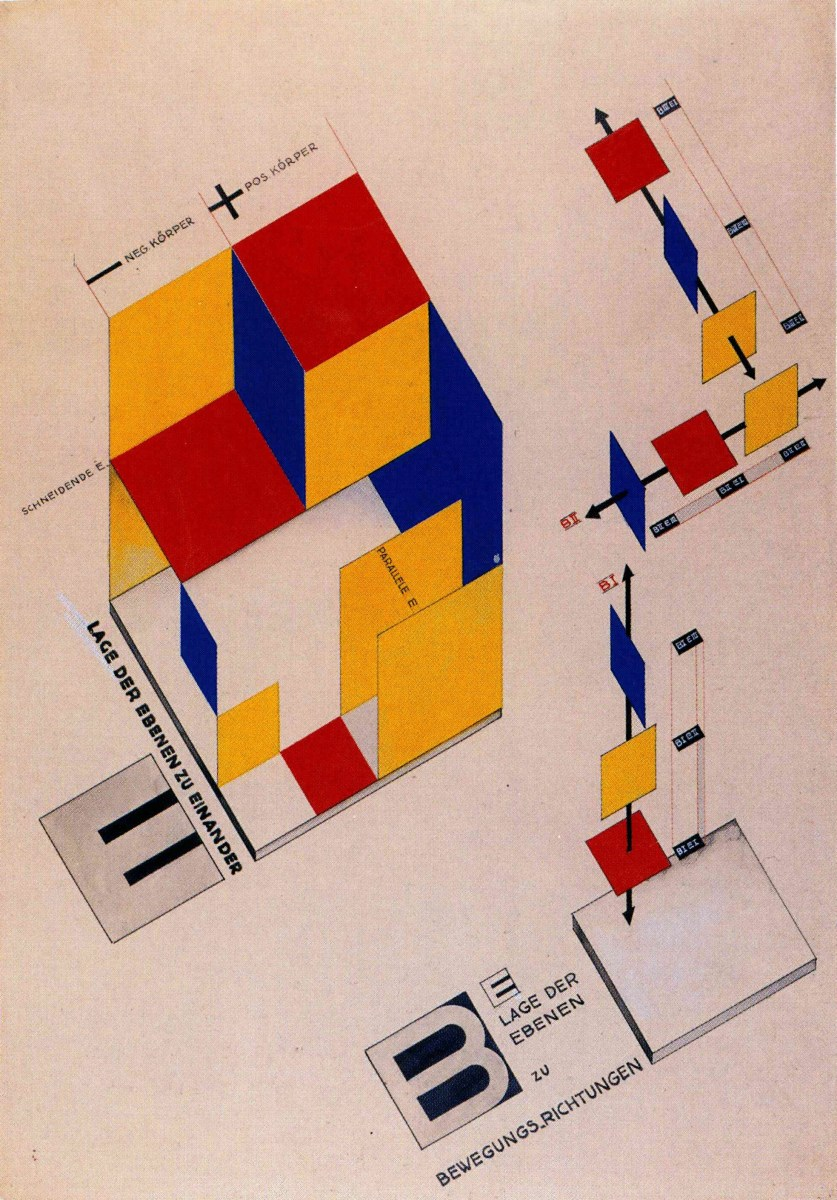
Mechanical stage design 1925.
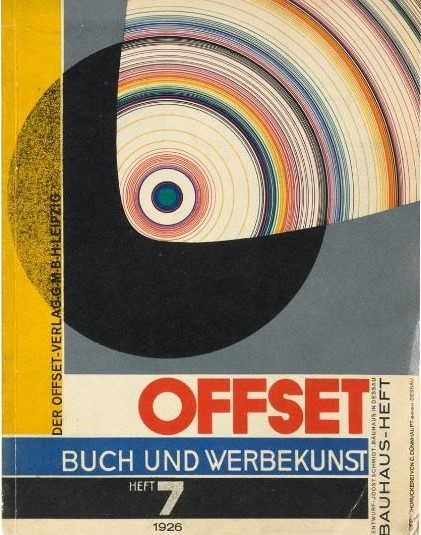
Bokomslag 1926.